# Абрахам (име)
Абрахам (хебр. אַבְרָהָם) је библијско име, јеврејско, енглеско и холандско. Значење имена је „отац многих (нације)“. Према предању из библије, Абрахам се првобитно звао Абрам, али му је Бог променио име. Као енглеско хришћанско име, постало је често након протестантске реформације у 16. веку. У 17. веку је прихваћено пре свега од стране јеврејске пуританске заједнице. Такође, ширењу имена су допринели и истоимени свеци који су потицали из источног Римског царства. Касније је популарности имена допринео и амерички председник Абрахам Линколн.

## Имендани
Имендани се славе у Пољској (16. март, 15. јун и 19. децембар), Шведској (18. децембар) и Мађарској (мађ. Ábrahám).

## Популарност
У САД је ово име увек било међу првих шестсто у периоду од 1900. до 2007, у Шпанији међу првих 150 од 2002. до 2004, а у Квебеку је 2007. било на 313. месту. Популарно је и у другим земљама.